# جو راشو
جو راشو (بالإنجليزية: Joe Rasho)‏ وهو إعلامي ومنتج أميركي عراقي، ولد في العراق عام 21 أبريل 1955. وهو مؤسس وصاحب شركة يلا فن للإنتاج الفني.

## حياته
ولد يوسف بت رشو في العراق في 21 أبريل 1955 من سلالة آشورية، أكمل دراسته الثانوية في العراق ومن ثم ذهب لولاية شيكاغو والتحق بجامعة كولومبيا لدراسة الإعلام، ومن ثم أسس شركة «يلا فن»(بالإنجليزية: YALLAFan)‏ للإنتاج الفني.
وأصبح جو رشو من أكبر الإعلاميين في أميركا ومن أهم المنتجين في العالم.
يملك جو رشو المركز الإعلامي الاشوري

## سيرته
ولادته في العاصمة العراقية بغداد عام 1955 كان لها التأثير المباشر في تكوين شخصيته العملية والفنية، وهويته العراقية ودمه الأشوري منحاه القوة خارج موطنه العراق حيث انتقل إلى الولايات المتحدة الأميركية – شيكاغو وصقل موهبته الفنية من خلال دراسة العمل الإذاعي والتلفزيوني والإخراج الصحفي في كلية كولومبيا.
خبرته الموسيقيّة والإذاعية جاءت من خلال اعداد برنامج اذاعي ناجح من عام 1978 ولغاية اليوم باللغتين العربية والأشورية، حيث ذاع صيته في الولايات المتحدة وفي الشرق الأوسط.مارس العمل الصحفي من خلال عمله في بعض الصّحف كرئيس تحرير ومدير تحرير ومخرج ومن خلال قيامه بالأعمال الاداريّة. حياته العملية لم تقتصر على الصحافة الورقية والإذاعية بل تعدتها إلى خوض معترك تنظيم وإنتاج الحفلات من حيث الفكرة والمضمون.
واستطاع جو رشو بسنوات قليلة نسبياً من صناعة فكراً فنياً جديداً في عالم الغناء عبر تنمية المواهب الشابة، حيث نال جائزة اوسكار عام 2009 في القاهرة – مهرجان أوسكار الفيديو كليب الدولي للأغنية المصورة الدورة العاشرة كأفضل منتج في الوطن العربي وأفضل شركة إنتاج «يلا فن».
وحرصاً منه على التواصل الفني الشرقي مع كل شرائح المجتمع اينما كانوا، أطلق موقع "يلا فن ماغازين الألكتروني عام 2011 لسرعة الوصول إلى كل من يرغب بالاضطلاع على اخبار الفنانين والممثليين والتواصل معهم بالإضافة إلى كل مايهم الرجل والمرأة من تحقيقات اجتماعية وصحية، ازياء وجمال، ولراغبي ومحبي الموسيقى العربية لهم مكانا في الموقع من خلال المكتبة المسموعة والمرئية، ويعتبر الموقع من أقوى المواقع العربية من حيث عدد الزوار يوميا في أميركا والوطن العربي.وفي العام نفسه أطلق قناته التلفزيونية يلافن في أميركا عبر IPWORLDTV وتتضمن فقرات وبرامج فنية ومسلسلات اجتماعية وأفلام عربية.
اقتحم ساحة الفن العربي من خلال تنظيم حفلات فنية للجالية العراقية والعربية في اميركا لنخبة من الفنانين العراقيين ومن بينهم: إسماعيل الفروه جي، كاظم الساهر، هيثم يوسف، إلهام المدفعي، رضا العبد الله، عادل عكله، قاسم سلطان، محمود أنور، وغيرهم من الفنانين العراقيين والعرب.
عشقه للانفتاح والتواصل مع الآخر وتعريف باقي الشعوب على ارثنا الحضاري والفني شجعاه على السير قدما نحو لبنان وإنتاج وتنظيم أكبر حدث فني عراقي في البيال- بيروت عام 2004
2006 كانت انطلاقته مع برامج الهواة واكتشاف المواهب العراقية الشابة في أميركا من خلال تنظيم برنامجي مسابقات «سوبر ستار العراق-أميركا» و«سوبر ستار الأشوري – أميركا». وقد لاقت هذه البرامج إعجاب الصحافة الأميركية التي خصصت لها صفحة كاملة في أقوى الجرائد الأميركية. “CHICAGO TRIBUNE”
2007 مع دخول التكنولوجيا إلى وطننا العربي، ابتكر جو رشو فكرة جديدة لاكتشاف المواهب في العالم وذلك من خلال الإنترنت حيث أسست شركة «يلافن» في لبنان ودبي وأميركا. وقام بإنتاج كليبات واغنيات لفنانين وفنانات من كافة المستويات والبلدان: 
- لطيفة التونسية: في الكام يوم اللي فاتو
- شمس الكويتية: تأتأة التي لاقت إعجاب الجمهور العربي والأجنبي وتم استضافتها على شبكة ال سي ان أن العالمية.
- ميليسا: مفكر حالك مين
- رويدة عطية: ”حياتي ملكي “و”كون جديد“ الذي نالت عليه جائزة أفضل فيديو كليب و ”شو سهل الحكي“”: أفضل أغنية في الموركس دور.
- الين لحود: حبوك عيوني
- همام: مالي شغل بالسوق بتوزيع جديد
- اوسين:“never too late” &“yet to come”
- دينا حايك: انا من طيبة قلبي
- شيماء الهلالي: مين بيعشق دقيقة
- سعد جمال الدين: انا من قلبي

هذا ومواكبة للتطور وعصر التكنولوجيا نظم المنتج ومؤسس شركة«يلا فن» YALLAFAN أول حفل غنائي مباشر على الإنترنت عبر موقع الشركة الإلكتروني «يلا فن»، تحت عنوان «ورجعت ليالي زمان» في قصر الأونيسكو لبنان.
من مشاريعه:
ملكة جمال العراق في أمريكا بدأه بتجربة لملكة جمال الأشوريين عام 2000، حيث كانت انطلاقته الفعلية في تنظيم مسابقات جمالية تخص الجالية العراقية بكل أطيافها في الولايات المتحدة الأميركية.

## الشهادات العلمية
أنهى دراسته الثانوية في مسقط رأسه العراق. حبه للإعلام والصحافة دفعاه لدراسة الإخراج الإذاعي والإعلام في كلية كولومبيا في مدينة شيكاغو الأميركية وتفوق بامتياز.